# 4472 Navashin
A 4472 Navashin (ideiglenes jelöléssel 1980 TY14) a Naprendszer kisbolygóövében található aszteroida. Nyikolaj Sztyepanovics Csernih fedezte fel 1980. október 15-én.